# Umbonimba acanthops
Umbonimba acanthops is een hooiwagen uit de familie Assamiidae.